# Aleksandr Kanishchev (cầu thủ bóng đá, sinh 1998)
Aleksandr Ruslanovich Kanishchev (tiếng Nga: Александр Русланович Канищев; sinh ngày 16 tháng 1 năm 1998) là một cầu thủ bóng đá người Nga thi đấu cho FC Chertanovo Moskva.

## Sự nghiệp câu lạc bộ
Anh có màn ra mắt tại Giải bóng đá chuyên nghiệp quốc gia Nga cho FC Chertanovo Moskva vào ngày 21 tháng 9 năm 2015 trong trận đấu với F.K. Vityaz Podolsk.